# 名稱來自虛構作品的小行星列表
以下列舉了名稱來自虛構作品的小行星，根據作品的舞台所在國或作者的國籍進行分類，神話不在範疇內。
括號內為小行星編號。由於小行星編號約6000號附近的官方命名來源多數未被記錄，因此有些命名來源可能無法確定。

## 亞洲
日本
- (7991) 輝夜姬（Kaguyahime）—《竹取物語》
- (10160) 龍貓（Totoro）—《龍貓》
- (10162) 一寸法師（Issunboushi）—《一寸法師》
- (10353) 桃太郎（Momotaro）—《桃太郎》
- (12796) 假面騎士（Kamenrider）—《假面騎士》
- (15370) 完治（Kanchi）—《東京愛情故事》
- (15415) 莉香（Rika）—《東京愛情故事》
- (18996) 阿寅（Torasan）—《男人真命苦》
- (39809) 得意仔（Fukuchan）—《得意仔》
- (46737) 麵包超人（Anpanman）—《麵包超人》
- (91213) 少爺（Botchan）—《少爺》
- (91395) 坂上之雲（Sakanouenokumo）—《坂上之雲》
- (113405) 糸守（Itomori）—《你的名字。》
- (697402) 藍（Ao）—《戀愛中的小行星》

 伊拉克
- (865) 祖拜達（Zubaida）—《阿布·哈桑（英语：Abu Hassan）》
- (866) 法特梅（Fatme）—《阿布·哈桑》

 伊朗
- (643) 雪赫拉莎德（Scheherezade）—《一千零一夜》
- (12623) 塔瓦杜德（Tawaddud）—《一千零一夜》

 印度
- (1166) 沙恭達羅（Sakuntala）—《沙恭達羅》

## 美洲
美国
- (2309) 史巴克先生（Mr. Spock）—《星艦奇航記》
- (9777) 企業號（Enterprise）—《星艦奇航記》
- (9922) （Catcheller）—《第22條軍規》與作者約瑟夫·海勒
- (12410) 唐老鴨（Donald Duck）—《唐老鴨》
- (12448) 湯普金斯先生（Mr. Tompkins）—《湯普金斯先生（英语：Mr Tompkins）》
- (15845) 斑比（Bambi）—《小鹿斑比》
- (16626) 桑普（Thumper）—《小鹿斑比》
- (246247) 謝爾頓庫珀（Sheldoncooper）—《生活大爆炸》
- (274020) 天行者（Skywalker）—《星際大戰》
- (278141) 塔圖因（Tatooine）—《星際大戰》

## 歐洲
英国
- (88) 蒂絲比（Thisbe）—《仲夏夜之夢》
- (160) 優娜（Una）—《仙后》
- (171) 歐菲莉亞（Ophelia）—《哈姆雷特》
- (548) 克瑞西達（英语：Cressida）（Kressida）—《特洛伊羅斯與克瑞西達》
- (593) 緹坦妮雅（Titania）—《仲夏夜之夢》
- (666) 苔絲狄蒙娜（Desdemona）—《奧賽羅》
- (705) 厄米尼亞（Erminia）—《厄米尼（英语：Erminie）》
- (1047) 藝伎（Geisha）—《藝伎（英语：The Geisha）》
- (1116) 卡特里奧納（Catriona）—《卡特里奧納（英语：Catriona (novel)）》
- (1131) 波齊亞（Porzia）—《凱撒大帝》
- (1819) 拉普塔（Laputa）—《格列佛遊記》
- (2758) 寇蒂莉亞（Cordelia）—《李爾王》
- (2952) 小人國（Lilliputia）—《格列佛遊記》
- (2991) 比爾博（Bilbo）—《魔戒》
- (3325) TARDIS（TARDIS）—《超時空奇俠》
- (5048) 莫里亞蒂（Moriarty）—《福爾摩斯探案》系列
- (5049) 夏洛克（Sherlock）—《福爾摩斯探案》系列
- (5050) 華生醫生（Doctorwatson）—《福爾摩斯探案》系列
- (5405) 夢幻島（Neverland）—《彼得潘》
- (6042) 柴郡貓（Cheshirecat）—《愛麗絲夢遊仙境》
- (6136) 獅鷲（Gryphon）—《愛麗絲夢遊仙境》
- (6735) 瘋帽客（Madhatter）—《愛麗絲夢遊仙境》
- (6736) 三月兔（Marchare）—《愛麗絲夢遊仙境》
- (7345) 哈佩爾（Happer）—《本地英雄（英语：Local Hero (film)）》
- (7470) 空洞巨龍（Jabberwock）—《愛麗絲鏡中奇遇》
- (8889) 假海龜（Mockturtle）—《愛麗絲夢遊仙境》
- (9000) HAL（Hal）—《2001太空漫遊》
- (9007) 詹姆士·龐德（James Bond）—《詹姆士·龐德》系列
- (9387) 特偉弟（Tweedledee）—《愛麗絲鏡中奇遇》
- (9770) 發現號（Discovery）—《2001太空漫遊》
- (9780) 潘達斯奈基（Bandersnatch）—《愛麗絲鏡中奇遇》
- (9781) 加布加布鳥（Jubjubbird）—《愛麗絲鏡中奇遇》
- (15760) 阿爾比恩（Albion）—《Vala, or The Four Zoas》
- (17472) 黛娜（Dinah）—《愛麗絲夢遊仙境》
- (17518) 紅皇后（Redqueen）—《愛麗絲鏡中奇遇》
- (17612) 白騎士（Whiteknight）—《愛麗絲鏡中奇遇》
- (17627) 矮胖子（Humptydumpty）—《愛麗絲鏡中奇遇》
- (17681) 特偉哥（Tweedledum）—《愛麗絲鏡中奇遇》
- (17712) 爸爸威廉（Fatherwilliam）—《愛麗絲夢遊仙境》
- (17746) 海發（Haigha）—《愛麗絲鏡中奇遇》
- (17759) 海他（Hatta）—《愛麗絲鏡中奇遇》
- (17768) 虎皮百合（Tigerlily）—《愛麗絲鏡中奇遇》
- (17942) 白兔（Whiterabbit）—《愛麗絲夢遊仙境》
- (18610) 亞瑟丹特（Arthurdent）—《銀河便車指南》
- (174567) 瓦爾妲（Varda）—《精靈寶鑽》
- (283142) 薇娜（Weena）—《時間機器》
- (378214) 索倫（Sauron）—《魔戒》
- (385446) 曼威（Manwë）—《精靈寶鑽》
- (418532) 薩魯曼（Saruman）—《魔戒》

 德国
- (92) 烏迪娜（Undina）—《渦堤孩》
- (500) 賽利努爾（Selinur）—《Auch Einer（英语：Friedrich Theodor Vischer）》
- (501) 烏爾希德（Urhixidur）—《Auch Einer》
- (502) 西古納（Sigune）—《Auch Einer》
- (527) 歐麗安特（Euryanthe）—《歐麗安特》
- (528) 雷齊亞（Rezia）—《奧伯龍（英语：Oberon (Weber)）》
- (540) 羅莎蒙德（Rosamunde）—《羅莎蒙德》
- (547) 普拉克西迪斯（Praxedis）—《艾克哈德（英语：Ekkehard (novel)）》
- (549) 耶松達（Jessonda）—《耶松達》
- (550) 珊塔（Senta）—《漂泊的荷蘭人》
- (551) 奧爾圖德（Ortrud）—《羅恩格林》
- (552) 齊格林德（Sigelinde）—《女武神》
- (553) 昆德麗（Kundry）—《帕西法爾》
- (561) 英格維爾德（Ingwelde）—《Ingwelde》
- (562) 莎樂美（Salome）—《莎樂美》
- (563) 蘇萊卡（Suleika）—《查拉圖斯特拉如是說》
- (564) 杜杜（Dudu）—《查拉圖斯特拉如是說》
- (573) 雷卡（Recha）—《智者納坦》
- (606) 布蘭甘特（Brangane）—《崔斯坦與伊索德》
- (640) 布蘭比拉（Brambilla）—《Prinzessin Brambilla（德语：Prinzessin Brambilla）》
- (648) 皮帕（Pippa）—《Und Pippa tanzt!（德语：Und Pippa tanzt!）》
- (670) 奧特格貝（Ottegebe）—《可憐的亨利希（英语：Der arme Heinrich）》
- (680) 格諾費瓦（Genoveva）—《格諾費瓦》
- (686) 格蘇因德（Gersuind）—《Gersuind》
- (693) 澤比內塔（Zerbinetta）—《納克索斯島的阿麗安內（英语：Ariadne auf Naxos）》
- (874) 羅特勞特（Rotraut）—《Schön Rohtraut》
- (890) 瓦特勞特（Waltraut）—《諸神的黃昏》
- (919) 伊斯比爾（Ilsebill）—《漁夫和他的妻子》
- (1773) 龍佩爾施迪爾欽（Rumpelstilz）—《名字古怪的小矮人兒》
- (3258) 月亮之夢（Somnium）—《月亮之夢（英语：Somnium (novel)）》
- (5896) 愚人船（Narrenschiff）—《愚人船》
- (9505) 羅恩格林（Lohengrin）—《羅恩格林》
- (9506) 泰拉蒙（Telramund）—《羅恩格林》
- (9507) 高特菲（Gottfried）—《羅恩格林》
- (9508) 提督瑞爾（Titurel）—《帕西法爾》
- (9509) 安佛塔斯（Amfortas）—《帕西法爾》
- (9510) 古尼曼茲（Gurnemanz）—《帕西法爾》
- (9511) 克林索爾（Klingsor）—《帕西法爾》

 法國
- (45.1) 小王子（Petit-Prince）—《小王子》
- (152) 阿達拉（Atala）—《阿達拉》
- (186) 賽露塔（Celuta）—《勒內》
- (277) 艾薇拉（Elvira）—《冥想詩集（法语：Méditations poétiques）》、《詩的宗教的諧調詩集（法语：Harmonies poétiques et religieuses (Lamartine)）》
- (286) 伊克萊拉（Iclea）—《Uranie》
- (514) 阿爾米德（Armida）—《阿爾米德（英语：Armide (Gluck)）》
- (557) 維奧萊塔（Violetta）—《茶花女》
- (560) 大利拉（Delila）—《參孫與大利拉》
- (579) 希德尼婭（Sidonia）—《阿爾米德》
- (594) 米瑞伊（Mireille）—《米瑞伊（英语：Mireille (opera)）》
- (678) 芙蕾德貢德（Fredegundis）—《芙蕾德貢德（英语：Frédégonde）》
- (815) 葛蓓莉亞（Coppelia）—《葛蓓莉亞》
- (1148) 拉拉胡（Rarahu）—《洛蒂的婚禮（英语：Le Mariage de Loti）》
- (1640) 尼莫（Nemo）—《海底兩萬里》
- (1730) 馬賽琳（Marceline）—《背德者》
- (8826) 科爾納維勒（Corneville）—《科爾納維勒的鐘（英语：Les cloches de Corneville）》
- (9769) 鸚鵡螺號（Nautilus）—《海底兩萬里》
- (14238) 達太安（d'Artagnan）—《三劍客》
- (24601) 尚萬強（Valjean）—《悲慘世界》
- (46610) B612（Besixdouze）—《小王子》
- (227930) 阿多斯（Athos）—《三劍客》
- (227962) 阿拉密斯（Aramis）—《三劍客》
- (229737) 波爾多斯（Porthos）—《三劍客》
- (242492) 千面金剛（Fantomas）—《千面金剛》

 義大利
- (83) 貝緹麗彩（Beatrix）—《新生》、《神曲》
- (282) 克洛琳達（英语：Clorinda (Jerusalem Delivered)）（Clorinde）—《耶路撒冷的解放》
- (463) 蘿拉（Lola）—《鄉村騎士》
- (467) 勞拉（Laura）—《喬康達》
- (492) 吉斯蒙達（Gismonda）—《十日談》
- (530) 杜蘭朵（Turandot）—《杜蘭朵》
- (555) 諾爾瑪（Norma）—《諾爾瑪》
- (8945) 卡瓦拉多希（Cavaradossi）—《托斯卡》
- (12927) 皮諾丘（Pinocchio）—《木偶奇遇記》

 俄羅斯
- (675) 魯蜜拉（Ludmilla）—《盧斯蘭與魯蜜拉》
- (769) 塔季揚娜（Tatjana）—《葉甫蓋尼·奧涅金》
- (1012) 薩雷瑪（Sarema）—《巴赫奇薩賴的淚泉》
- (1014) 賽姆菲拉（Semphyra）—《茨岡人（英语：The Gypsies (poem)）》
- (2401) 艾莉塔（Aehlita）—《艾莉塔（英语：Aelita (novel)）》
- (2922) 狄康卡（Dikanʹka）—《狄康卡近鄉夜話》
- (2998) 貝倫德雅（Berendeya）—《雪娘》
- (4142) 德蘇-烏扎拉（Dersu-Uzala）—《德蘇·烏扎拉（英语：Dersu Uzala (book)）》

 西班牙
- (524) 費德里奧（Fidelio）—《費德里奧》
- (529) 普列喬沙（Preziosa）—《吉卜賽姑娘（英语：La gitanilla）》
- (531) 澤林娜（Zerlina）—《唐·喬凡尼》
- (558) 卡門（Carmen）—《卡門》
- (571) 杜爾西內亞（英语：Dulcinea del Toboso）（Dulcinea）—《唐吉訶德》
- (3552) 唐吉訶德（Don Quixote）—《唐吉訶德》

 奥地利
- (559) 那儂（Nanon）—《那儂（英语：Nanon (opera)）》
- (812) 阿黛拉（Adele）—《蝙蝠》
- (841) 阿拉貝拉（Arabella）—《阿拉貝拉》
- (900) 羅莎林德（Rosalinde）—《蝙蝠》
- (5039) 玫瑰騎士（Rosenkavalier）—《玫瑰騎士》

 挪威
- (783) 娜拉（Nora）—《玩偶之家》
- (864) 奧塞（Aase）—《培爾·金特》
- (1016) 安尼特拉（Anitra）—《培爾·金特》
- (1331) 索爾薇格（Solvejg）—《培爾·金特》

 捷克
- (20496) 耶尼克（Jeník）—《被出賣的新嫁娘》
- (20497) 瑪蓮卡（Mařenka）—《被出賣的新嫁娘》

 芬兰
- (1454) 卡勒瓦拉（Kalevala）—《卡勒瓦拉》
- (1705) 塔皮奧（Tapio）—《卡勒瓦拉》

 乌克兰
- (2564) 卡亞拉（Kayala）—《伊果遠征記》

 荷蘭
- (1384) 克尼耶（Kniertje）—《Op Hoop van Zegen（英语：The Good Hope）》

 希腊
- (897) 利西翠妲（Lysistrata）—《利西翠妲》

 瑞士
- (2521) 海蒂（Heidi）—《海蒂》

 丹麦
- (839) 瓦爾堡（Valborg）—《阿克塞爾和瓦爾堡（英语：Axel and Valborg）》

 比利时
- (1683) 卡斯塔菲歐蕾（Castafiore）—《丁丁歷險記》
- (327082) 圖納思（Tournesol）—《丁丁歷險記》

 波蘭
- (952) 凱亞（Caia）—《你往何處去》

## 非洲
埃及
- (471) 帕帕基娜（Papagena）—《魔笛》
- (539) 帕米娜（Pamina）—《魔笛》
- (861) 阿依達（Aïda）—《阿依達》
- (871) 阿姆納里斯（Amneris）—《阿依達》
- (3026) 薩拉斯妥（Sarastro）—《魔笛》
- (4512) 西努赫（Sinuhe）—《埃及人西努赫》
- (14877) 魔笛（Zauberflöte）—《魔笛》